# Georgea Regout
Georgea Jean Emmanuelle Regout (* 26. Juli 1969 in Brüssel als Hubertus Regout) ist eine belgische Schauspielerin, die in Deutschland lebt und arbeitet.

## Biografie

### Frühe Jahre
Ihr Vater Georges Regout (1935–2005) stammte aus einer belgisch-niederländischen Fabrikantenfamilie, die Mutter Oda von Przyborski (1938) aus einer österreichischen ehemals adeligen Familie. Georgea ist das älteste von drei Kindern. Die Eltern waren seit 1978 geschieden.
Georgea Regout ist in Brüssel und Wien aufgewachsen. Nach einem Studium in der Schweiz lebte sie zweieinhalb Jahre in Paris. Dort arbeitete sie für mehrere Modehäuser, unter anderem auch als Model. Außerdem war sie dort Gasthörerin für Kunstgeschichte an der École du Louvre. Sie wuchs dreisprachig mit Deutsch, Französisch und Englisch auf, außerdem spricht sie Spanisch.

### Karriere
Nach ihrer Zeit in Paris erlernte Regout den Beruf der Schauspielerin in München (an der Schauspielschule Ruth von Zerboni und bei Schauspiel München).
Während ihrer Ausbildung hatte sie ihr erstes Engagement am Bayerischen Staatsschauspiel in Nathans Tod von und unter der Regie von George Tabori. Nach Engagements im Weilheimer Theatersommer unter Cordula Trantow und dem Rheinischen Landestheater Neuss (1995–96) zog sie nach Berlin, wo sie unter anderem in den Sophiensaelen und der Schillertheater-Werkstatt auftrat.
Erste Fernsehauftritte hatte Regout in den Serien Klinik unter Palmen (1998, ARD), Edel & Starck (2002, Sat.1), und Alarm für Cobra 11 – Die Autobahnpolizei (2003, RTL).
Im Jahr 2004 war Regout in knapp 200 Folgen der Sendung Style S.O.S. (Pro7) neben Susann Atwell als Co-Moderatorin im deutschen Fernsehen zu sehen.
2005 bis 2007 war sie in den 645 Folgen der Sat.1-Telenovela Verliebt in Berlin in der Rolle des Hugo Haas zu sehen. Die Serie, die zu den erfolgreichsten der jüngeren deutschen Fernsehgeschichte gehört, wurde mit dem Deutschen Fernsehpreis und der Goldenen Rose von Luzern ausgezeichnet.
Anschließend spielte sie an der Komödie Dresden die Rolle des Hagen in dem Musical Elixier mit der Musik von Tobias Künzel.
Regout drehte unter anderem die Kinofilme Ausgestorben (1995, Kurzfilm), Walk on Water (Regie: Eytan Fox, Israel, 2004), sowie die Filme Suck My Dick (2001) und Agnes und seine Brüder (2004) von Regisseur Oskar Roehler.
Von 2009 bis 2010 war sie in der Rolle des Baron Eduard von Tepp in der ARD-Vorabendserie Verbotene Liebe zu sehen. 2014 spielte sie eine der Hauptrollen in dem Film Mein letztes Konzert (Regie: Selcuk Cara, Deutschland, 2014), der als Bester Kurzspielfilm August 2014 mit dem Prädikat „besonders wertvoll“ von der Deutschen Film- und Medienbewertung (FBW), Deutschland ausgezeichnet wurde.

### Persönliches
Regout lebt vegan und engagiert sich für die Tierrechtsorganisation Peta Deutschland e. V.
2019 hatte Regout auf ihrem Instagram-Account ihr Coming-out als nichtbinär. Zudem verwendete sie ab diesem Zeitpunkt öffentlich den Vornamen George. Im selben Jahr zog sie nach Los Angeles. Im November 2022 begann sie eine Transition und machte im August 2023 gegenüber der deutschen Presse ihre Identität als trans Frau öffentlich. Zudem veröffentlichte sie erneut eine Stellungnahme auf Instagram, in der sie bekanntgab, nun die Namen Georgea Jean Emmanuelle zu tragen, die bereits in alle offiziellen Dokumente eingetragen worden seien.